# Вейнберг, Пит
Пит Ве́йнберг (нидерл. Piet Wijnberg; 20 октября 1957, Хилверсюм, Северная Голландия — 16 октября 2021) — нидерландский футболист, играл на позиции центрального защитника.

## Биография

### Игровая карьера
Вейнберг начинал карьеру в «Утрехте», в котором находился в течение двух сезонов. В 1978 году привлёк внимание амстердамского «Аякса», который искал хорошего защитника. В составе амстердамского клуба он играл в течение 5 сезонов, но частые травмы мешали его карьере и он выпадал из основного состава. Вейнберг выиграл три чемпионских титула в составе «Аякса» и играл в также двух кубковых финалах. Помимо этого, он играл на правах аренды за «Гоу Эхед Иглз» и НЕК.
В 1983 году перешёл в «Дордрехт», за который играл в течение двух сезонов. Летом 1985 года перешёл в роттердамскую «Спарту». В составе «Спарты» он играл в течение пяти сезонов, став одним из ключевых игроков команды, за которую сыграл 142 матча и забил 2 гола. Завершил карьеру в любительском клубе «Хилверсюм».

### Смерть
Скоропостижно скончался 16 октября 2021 года в возрасте 63 лет.

## Достижения
«Аякс»
- Чемпион Нидерландов (3) : 1978/79, 1979/80, 1981/82